# Club Atlético River Plate 2008-2009
Questa voce raccoglie le informazioni riguardanti il Club Atlético River Plate nelle competizioni ufficiali della stagione 2008-2009.

## Stagione
Il River Plate disputa uno dei peggiori campionati della sua storia, classificandosi all'ultimo posto nell'Apertura con due vittorie, 8 pareggi e 9 sconfitte. Simeone lascia alla quattordicesima giornata, e viene sostituito da Gabriel Rodríguez, che termina il torneo sulla panchina del club; quale nuovo tecnico, viene ingaggiato Néstor Gorosito. Nel Clausura il River si posiziona 8º. La squadra disputa anche due tornei internazionali: in Libertadores viene eliminata nella fase a gironi, venendo inclusa nel gruppo con Nacional di Asunción, Nacional di Montevideo e Universidad San Martín de Porres e chiudendo al terzo posto. In Sudamericana, invece, arriva fino ai quarti di finale, dove viene escluso dal torneo dai messicani del Chivas.

## Maglie e sponsor
Lo sponsor tecnico per la stagione 2008-2009 è Adidas, mentre lo sponsor ufficiale è Petrobras.
| Casa | Trasferta | Terzo |

## Rosa
| N. |                      | Ruolo | Calciatore          |
| -- | -------------------- | ----- | ------------------- |
|    | Argentina (bandiera) | P     | Mariano Barbosa     |
|    | Argentina (bandiera) | P     | Leandro Chichizola  |
|    | Argentina (bandiera) | P     | Gonzalo Marinelli   |
|    | Argentina (bandiera) | P     | Juan Ojeda          |
|    | Argentina (bandiera) | P     | Mario Vega          |
|    | Haiti (bandiera)     | D     | Judelin Aveska      |
|    | Argentina (bandiera) | D     | Diego Bogado        |
|    | Argentina (bandiera) | D     | Gustavo Cabral      |
|    | Argentina (bandiera) | D     | Paulo Ferrari       |
|    | Uruguay (bandiera)   | C     | Robert Flores       |
|    | Argentina (bandiera) | D     | Danilo Gerlo        |
|    | Argentina (bandiera) | D     | Carlos Llama        |
|    | Argentina (bandiera) | D     | Omar Merlo          |
|    | Argentina (bandiera) | D     | Mateo Musacchio     |
|    | Argentina (bandiera) | D     | Lucas Orbán         |
|    | Argentina (bandiera) | D     | Facundo Quiroga     |
|    | Argentina (bandiera) | D     | Nicolás Sánchez     |
|    | Argentina (bandiera) | D     | Eduardo Tuzzio      |
|    | Argentina (bandiera) | D     | Cristian Villagra   |
|    | Argentina (bandiera) | C     | Matías Abelairas    |
|    | Argentina (bandiera) | C     | Facundo Affranchino |
|    | Argentina (bandiera) | C     | Rodrigo Archubi     |
|    | Argentina (bandiera) | C     | Roberto Pereyra     |
|    | Argentina (bandiera) | C     | Nelson González     |

| N. |                      | Ruolo | Calciatore               |
| -- | -------------------- | ----- | ------------------------ |
|    | Argentina (bandiera) | C     | Diego Buonanotte         |
|    | Argentina (bandiera) | C     | Marcelo Burzac           |
|    | Argentina (bandiera) | C     | Mauro Díaz               |
|    | Argentina (bandiera) | C     | Augusto Fernández        |
|    | Argentina (bandiera) | C     | Martín Galmarini         |
|    | Argentina (bandiera) | C     | Fabio Giménez            |
|    | Argentina (bandiera) | C     | Erik Lamela              |
|    | Argentina (bandiera) | C     | Damián Lizio             |
|    | Argentina (bandiera) | C     | Leonardo Ponzio          |
|    | Argentina (bandiera) | C     | Rubens Sambueza          |
|    | Argentina (bandiera) | C     | Lucas David Sánchez      |
|    | Uruguay (bandiera)   | A     | Sebastián Abreu          |
|    | Argentina (bandiera) | A     | Federico Almerares       |
|    | Argentina (bandiera) | A     | Juan Ignacio Antonio     |
|    | Argentina (bandiera) | A     | Gustavo Bou              |
|    | Argentina (bandiera) | A     | Cristian Fabbiani        |
|    | Colombia (bandiera)  | A     | Radamel Falcao García    |
|    | Argentina (bandiera) | A     | Gustavo Martín Fernández |
|    | Argentina (bandiera) | A     | Gonzalo Gil              |
|    | Argentina (bandiera) | A     | Pablo Mazza              |
|    | Argentina (bandiera) | A     | Andrés Rios              |
|    | Argentina (bandiera) | A     | Mauro Rosales            |
|    | Argentina (bandiera) | A     | Eial Strahman            |
|    | Argentina (bandiera) | A     | Daniel Villalba          |

## Statistiche

### Statistiche di squadra
| Competizione          | Punti | Totale | Totale | Totale | Totale | Totale | Totale | DR |
| Competizione          | Punti | G      | V      | N      | P      | Gf     | Gs     | DR |
| --------------------- | ----- | ------ | ------ | ------ | ------ | ------ | ------ | -- |
| Campionato - Apertura | 14    | 19     | 2      | 8      | 9      | 20     | 29     | -9 |
| Campionato - Clausura | 27    | 19     | 7      | 6      | 6      | 24     | 25     | -1 |
| Libertadores          | -     | 6      | 2      | 1      | 3      | 7      | 9      | -2 |
| Sudamericana          | -     | 4      | 2      | 1      | 1      | 7      | 6      | +1 |
| Totale                | -     |        |        |        |        |        |        | -  |